# Aeroportul Arso
Aeroportul Arso (IATA: ARJ, ICAO: WAJA) este un aeroport din Papua⁠(d), Indonezia.
Situat la o altitudine de 63 m, aeroportul dispune de o singură pistă.